# Al Dhahra
Maillots
Actualités
Le Al Dhahra Sports & Cultural Club (en arabe : نادي الظهرة الرياضي الثقافي), plus couramment abrégé en Al Dhahra, est un club libyen de football fondé en 1947 et basé à Tripoli, la capitale du pays.

## Historique
- 1947 : fondation du club sous le nom de Al Aqaba
- 1990 : le club est renommé Al Dhahra Tripoli

## Palmarès
| Compétitions nationales                            |
| -------------------------------------------------- |
| - Championnat de Libye (1) : - Champion : 1984-85. |

## Photos
- Photo de l'équipe 2005